# Natella Krasnikova
Natella Arkhipovna Krasnikova (en ruso, Нателла Архиповна Красникова; Krai de Transbaikalia, 14 de octubre de 1953) es una exjugadora de hockey hierba rusa. Su logro más importante fue una medalla de plata en los juegos olímpicos de Moscú 1980 con la selección soviética.
Krasnikova marcó 220 goles con la selección soviética, un récord que se mantuvo durante 20 años. Marcó 22 goles en tan solo 5 partidos en la Copa Intercontinental de Buenos Aires de 1985, incluida el triplete de la victoria por 3-2 contra Argentina en la final.